# Koblenz
Koblenz (također Coblenz u starom njemačkom pravopisu, fr. Coblence) je grad u Njemačkoj, u saveznoj pokrajini Porajnju i Falačkoj. Grad je smješten na obje obale rijeke Rajne kod ušća rijeke Moselle.
Nakon Mainza i Ludwigshafena, to je treći po veličini grad u Porajnju i Falačkoj s populacijom od oko 106.000 (2009.). Koblenz se nalazi u Porajnju, 92 km jugoistočno od Kölna.

## Povijest
Oko 1000 pr. Kr. podignuta je utvrda na uzvisini Ehrenbreitstein na suprotnoj strani Rajne. 55 godine prije Krista rimske postrojbe pod zapovjedništvom Julija Cezara dosegle su Rajnu i izgradile most između Koblenza i Andernacha. Ostaci velikog mosta još su uvijek vidljivi. Rimljani su izgradili dva kaštela kao zaštitu mosta.
S padom Zapadnog Rimskog Carstva grad su osvojili Franci te je postao kraljevski sjedište. Nakon podjele carstva Karla Velikog biva uključen u zemlje njegovog sina Ludovika I. Pobožnog. Tijekom 860. i 922. Koblenz je bio poprište crkvenih sinoda.
Grad je bio član Saveza rajnskih gradova u 13. stoljeću. Koblenz je postigao veliki napredak sve do Tridesetogodišnjeg rata koji dovodi do brzog pada. 
Nakon Prvog svjetskog rata Francuska je okupirala ovo područje. U znak odmazde protiv Francuza njemačko stanovništvo grada je inzistiralo na upotrebi jemačkog naziva Koblenza od 1926. godine. Tijekom Drugog svjetskog rata u Koblenzu je bilo zapovjedništvo Armijske grupe B, a kao i mnogi drugi njemački gradovi teško je bombardiran, a nakon toga obnovljena. Između 1947. i 1950. je služio kao sjedište pokrajinske vlade.
Dolina gornjeg srednjeg toka Rajne je proglašen o svjetskom kulturnom baštine 2002. godine.

## Znamenitosti
Grad Koblenz posjeduje veliki fortifakcijski sustav na vrhovima brda koja okružuju grad sa zapada i citadelu Ehrenbreitstein na suprotnoj obali Rajne. Stari grad je bio trokutastog oblika, s rijekama na dvije strane i zidinama na trećoj. Zidine su srušene 1890. da bi se grad proširio. Grad je važno željezničko čvorište prema Kolnu, Berlinu i Francuskoj. Preko Rajne postoji automobilski most, i malo dalje, željeznički most s dva raspona i prugom Berlin-Metz. Preko rijeke Moselle postoji gotički kameni most s 14 lukova — Boduenov most podignut 1344. i još jedan željeznički most.
Grad se do 1890. sastojao od Starog grada i Novog grada ili Klemenstadt. Stari grad je zbijen i ima samo nekoliko lijepo uređenih ulica i trgova, dok su u Novom gradu brojne uređene ulice i obala Rajne. U gradu postoji više povijesno vrijednih objekata. Među njima se ističe crkva svetog Kastora s četiri tornja. Crkvu je podigao 836. Ludovik Pobožni, ali sadašnja romanička građevina je iz 1208. godine, dok gotička krovna struktura potiče iz 1498. godine. Ispred crkve sv. Kastora nalazi se fontana koju su Francuzi podigli 1812. s natpisom koji govori o Napoleonovom pohodu na Rusiju. Nedugo zatim, ruske trupe su okupirale Koblenz. Njihov zapovjednik je ironično dopunio posvetu: Vu et approuvé par nous, Commandant russe de la Ville de Coblence: Janvier 1er, 1814 (hr. Vidio i odobrio, ruski zapovjednik grada Koblenc, dana 1. siječnja 1814.).
U novijem dijelu grada se nalazi palača Residenzschloss, koja jednom stranom gleda ka Rajni, a drugom na Novi grad. Izgrađena je između 1778. i 1786. po nalogu Clementa Wenceslausa, posljednjeg elektora Triera. Od svih javnih spomenika, najznačajnija je kolosalni konjanički kip cara Vilima I. iz 1897.

## Gradovi prijatelji
- Haringey, London, Ujedinjeno Kraljevstvo
- Maastricht, Nizozemska
- Nevers, Francuska
- Norwich, Ujedinjeno Kraljevstvo
- Novara, Italija
- Petah Tikva, Izrael
- Varaždin, Hrvatska
- Austin, SAD

## Vanjske poveznice
|  | Zajednički poslužitelj ima još gradiva o temi Koblenz |

- Službene stranice